# Дубайський метрополітен
25°16′11″ пн. ш. 55°18′34″ сх. д. / 25.269722222° пн. ш. 55.309444444° сх. д.
Дубайський метрополітен (араб. مترو دبي) — система ліній метрополітену в Дубаї, ОАЕ. Метрополітен відкрився 9 вересня 2009 року о дев'ятій годині дев'ять хвилин 9 секунд.
У метрополітені реалізовано механізм руху поїздів без машиністів. Більшість станцій розташовано над землею, але є і підземна частина.
В системі використовуються п'ятивагонні потяги. Вагони поділяються за класом, перший вагон — золотий клас, квиток в який коштує дорожче.
Подача струму здійснюється через систему контактної рейки. Платформи облаштовані захисними скляними стінами з дверима, що відділяють пасажирів від потягів. Всі станції обладнані кондиціонерами.

## Історія будівництва
Побудова метрополітену у Дубаї зумовлено швидким розростанням міста. За планами Дубайського Уряду, кількість населення до 2020 року може сягнути 3,5 млн осіб.
Будівництво стартувало в 2005 році. Консорціум Dubai Rapid Link (DURL) виграв тендер та розпочав будівництво, запропонувавши план та конструкцію метрополітену. Офіційно роботи розпочалися зі встановлення опор та укладки рейок. Перша стадія проекту коштувала 4,2 млрд доларів США. У 2009 році було відкрито першу чергу — 52 кілометри Червоної лінії, у 2011 році було запущено Зелену лінію.

## Лінії
- Лінія 1 (червона) — 29 станцій (24 естакадних, 4 підземні, 1 наземна) та 52,1 км
- Лінія 2 (зелена) — 20 станцій (12 естакадних, 8 підземних) та 22,5 км.

## Перспектива розвитку
Наразі добудовуються сплановані та розпочаті до будівництва станції. У 2020 році планується відкрити 7 станцій та 15 км. Нові лінії через коливання курсу бареля не мають достатнього фінансування, тому поки що залишаються на паперах.
Нові лінії — блакитна та пурпурова — нададуть до загальної системи ще 100 км рейкових шляхів. Пурпурова лінія планується як сполучник між Міжнародним аеропортом Дубаю та аеропортом Аль-Мактум.
За словами Департаменту громадського транспорту Дубаю, добудований Дубайський метрополітен буде здатний перевозити до 1,2 млн осіб на день із пасажиропотоком близько 300 тис. осіб на день. Це дозволить розвантажити дорожну систему та розподілити навантаження на транспорт міста.
Після добудови метрополітен матиме загальну довжину у 421 км, на яких буде розташовано 197 станцій. Середня швидкість руху поїздів складе 45 км/год.

## Правила
Дубайський метрополітен має систему правил. Заборонено їсти та вживати напої на станціях та у вагонах. Не можна спати на станціях, жувати жуйку, а також палити, перевозити алкоголь (навіть у закритому вигляді у сумці) та велосипеди. Помилкове використання стоп-крана або хибна зупинка ескалатора також підлягають штрафу. Сума коливається від 50 до 2000 дирхамів.
Неправильний проїзд (у вагоні, що не відповідає квитку) також може бути оштрафований. Туристам контролер підкаже, куди пересісти, а місцевих мешканців чекає грошове покарання.

## Галерея

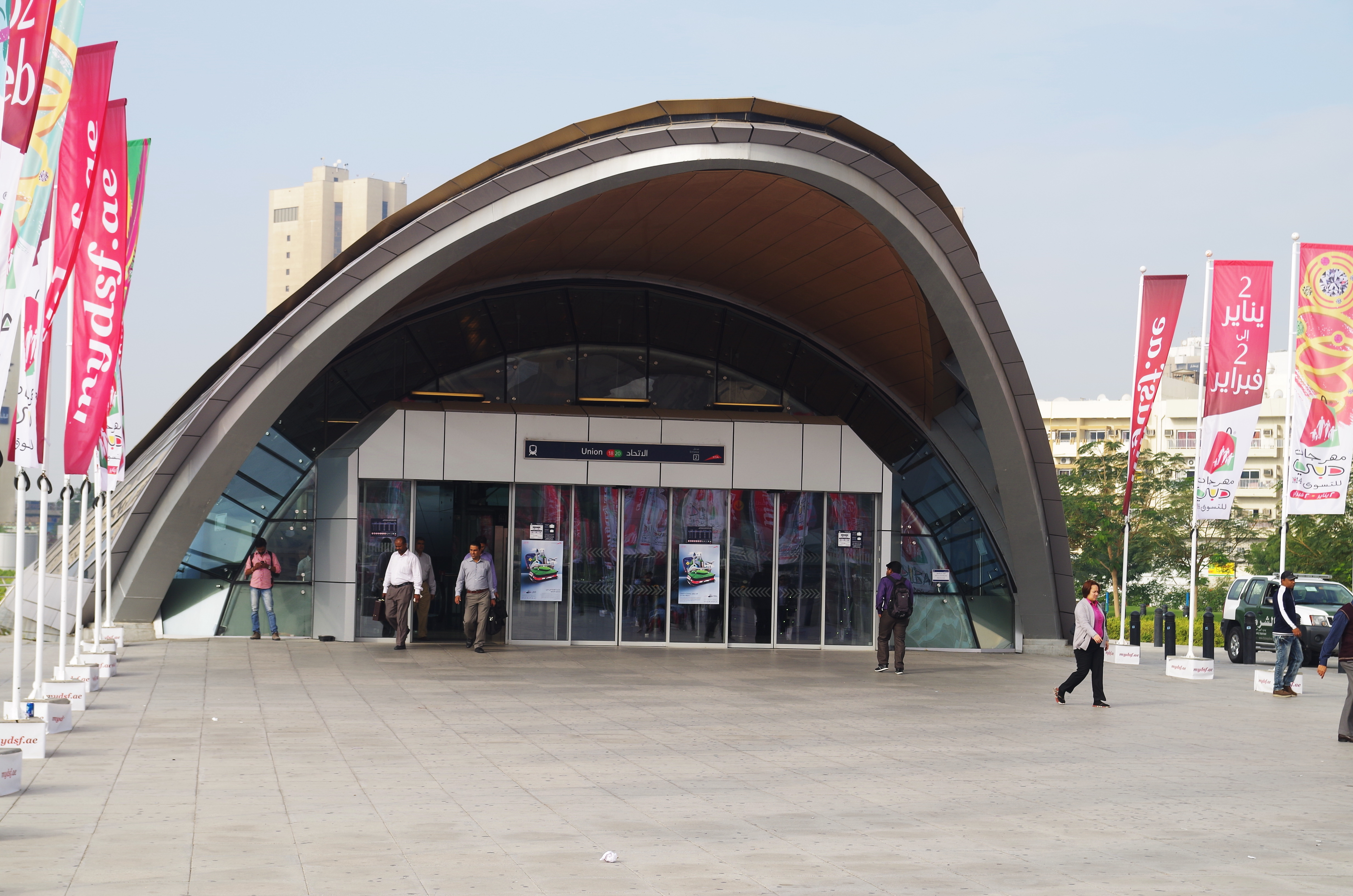
Вихід з метро
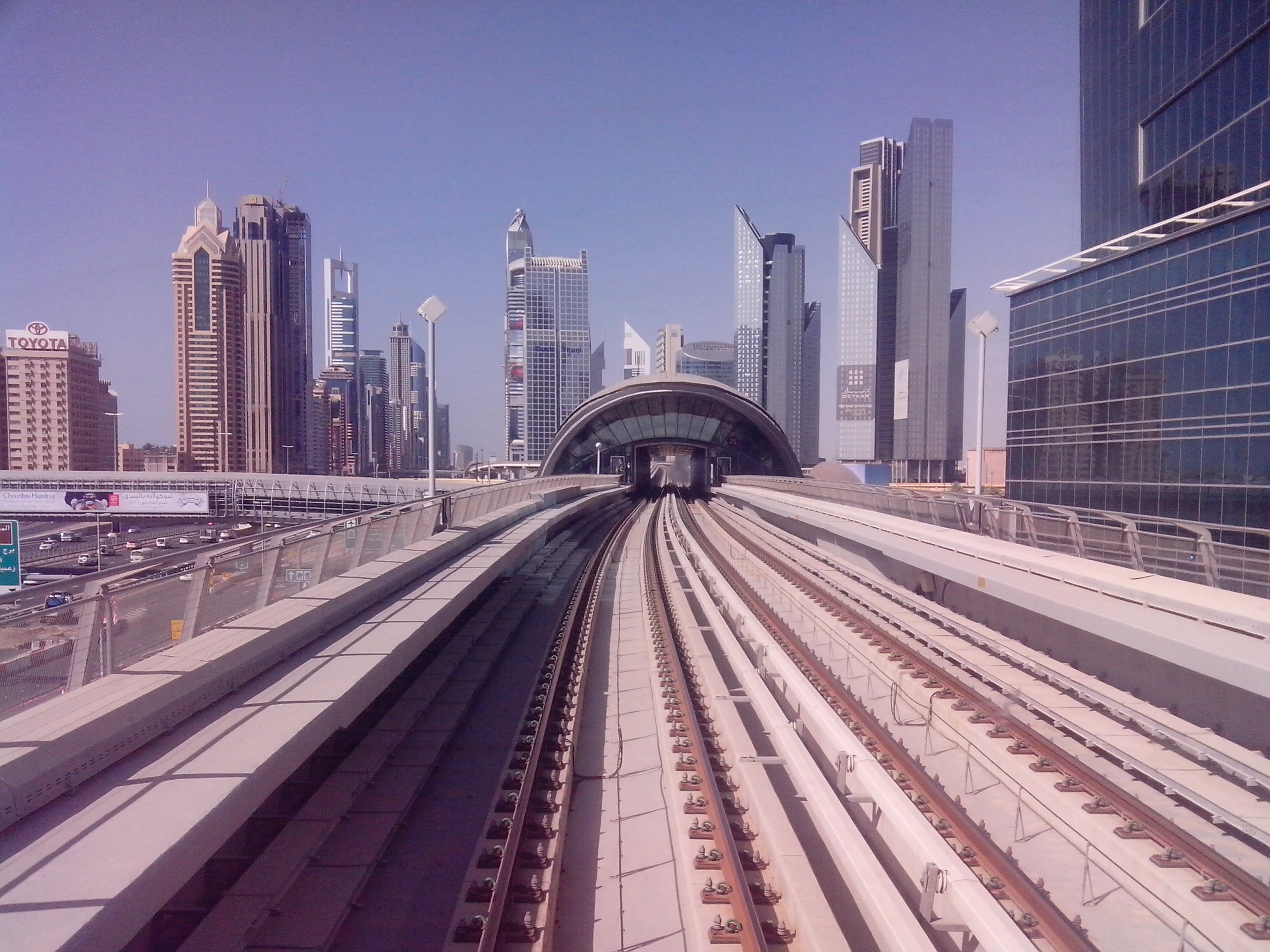
Естакадна дільниця
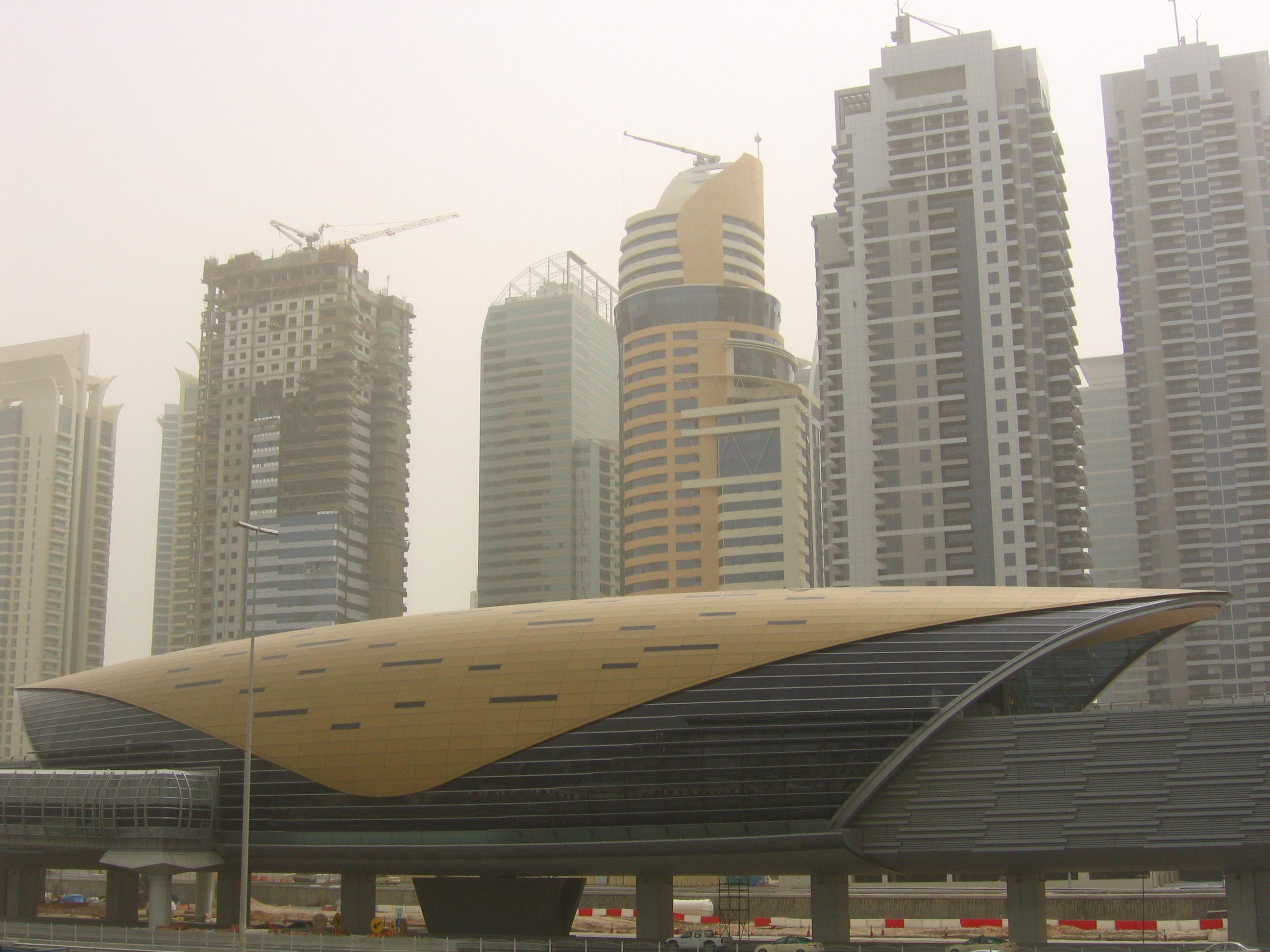
Естакадна станція
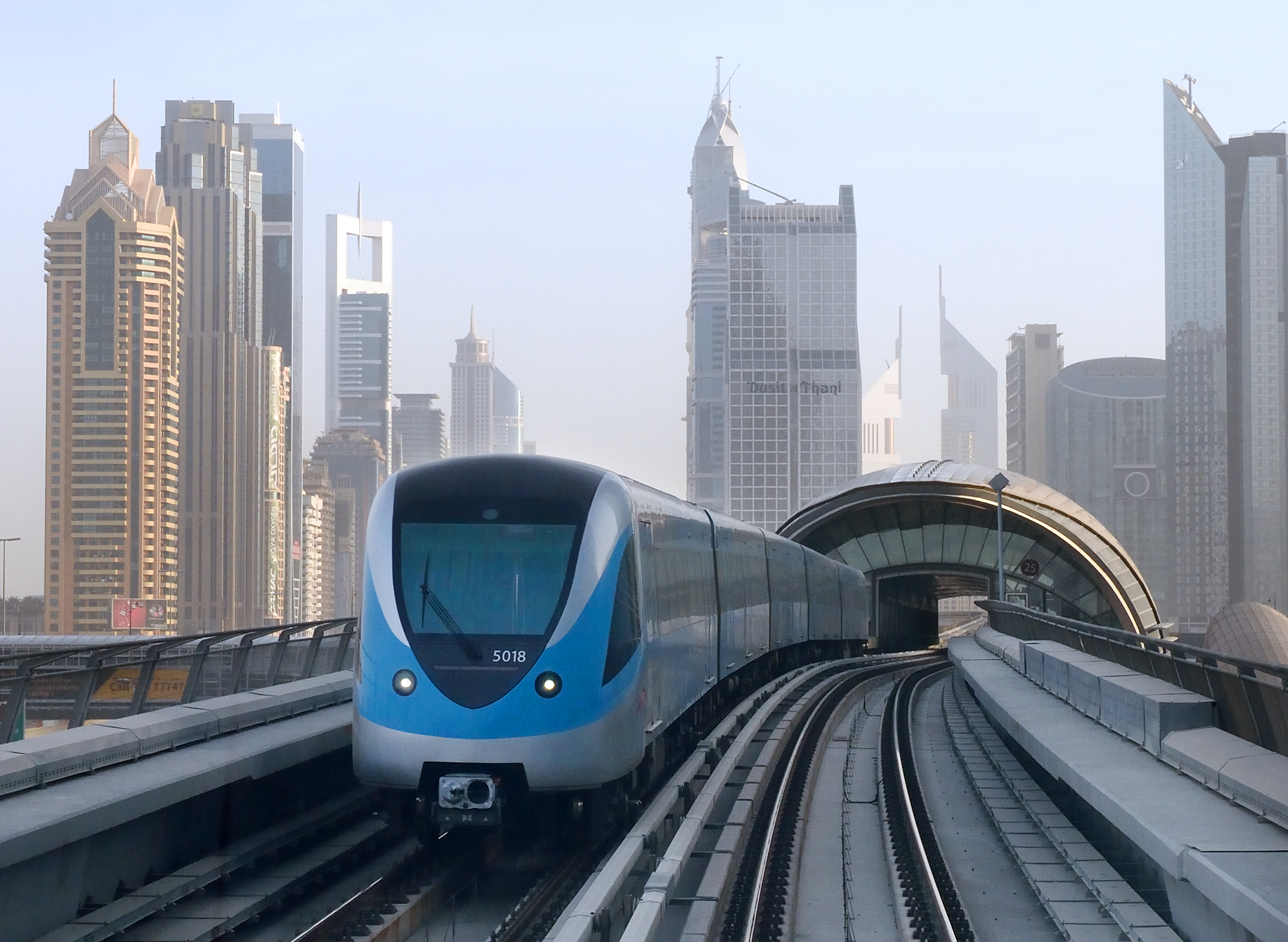
Потяг на естакадній дільниці